# 西見雄一郎
西見　雄一郎（にしみ　ゆういちろう、1953年 - ）は、日本の実業家。鷺宮製作所代表取締役社長。日本暖房機器工業会副会長、日本冷凍空調工業会副会長を務めている。

## 人物・経歴
東京都出身。７８年国際商科大学（現東京国際大学）卒業後、鷺宮製作所入社。95年代表取締役副社長、2002年に代表取締役社長に就任する。
鷺宮製作所はルーズヴェルト・ゲームの舞台になっており、爆笑問題の田中裕二とは親戚だということが判明した。